# Base aérienne de Krymsk
La base aérienne de Krymsk, (en russe : аэродром Крымск), est une base de l'armée de l'air russe située près de Krymsk, dans le Kraï de Krasnodar, dans le sud de la Russie.

## Historique
Elle fait partie de la 4e armée de l'air et des forces de défense aérienne et accueille la 3e régiment d'aviation de chasse de la Garde,.